# 斯德哥尔摩地铁
斯德哥爾摩地鐵（瑞典語：Stockholms tunnelbana）是瑞典斯德哥爾摩的地鐵系统。第一條綫路早於1950年啓用。直至今天，有100個車站正在營運，當中47個為地下車站，53個為地面或地上車站。線路方面，共有七條，並被分成三個以顏色區分的組別，分別為藍（10、11號線）、紅（13、14號線）及綠（17、18、19號線）線。每一組顏色內的線路均共用通過斯得哥爾摩市中心站的路軌。
全長108公里的地鐵系統均由斯德哥爾摩省透過斯德哥爾摩交通公司擁有，全線以合約專營權方式交由香港鐵路有限公司旗下MTR斯德哥爾摩有限公司 (MTR Stockholms AB) 營運，但受當地營運人員短缺及維修問題影響，提前在2024年3月2日結束營運，並移交予新營運商。
斯德哥尔摩地铁以其車站的裝飾聞名，號稱世界上最長的藝術長廊。當中有超過90個車站由超過150位藝術家以雕塑、祼露基岩、馬賽克、畫作、裝置藝術、版畫、浮雕等方法加以裝飾。

## 歷史

### 地鐵開通前
地鐵開通之前斯德哥尔摩已有斯德哥爾摩電車、羅斯拉根鐵路、薩爾特舍巴登鐵路等城市軌道交通系統，20世紀初斯德哥尔摩的城市軌道交通系統開始電氣化，由於有軌電車運營商的運營許可即將到期，斯德哥尔摩市希望自行經營已具獲利能力的有軌電車系統，1915年成立斯德哥爾有軌電車公司，隨後陸續接管斯德哥尔摩的有軌電車。同時早在1910年就有建設地鐵通往孔斯霍尔门的建議提出，1920年代又有興建到恩谢德的地鐵建議提出。
1930年通往厄比的有軌電車開通，讓軌道交通地下化問題變得更加緊迫，1931年市議會決定建造南隧道，1933年南隧道開通，成為一條准地铁路線，是將斯德哥爾摩南郊的有軌電車改造成地鐵的第一步，1940年代數個準地鐵路段開通，這些準地鐵路段後來成為紅線及綠線的一部分。同一時期斯德哥尔摩郊区城市化也推動建設地鐵訴求。

### 地鐵開通
建造地鐵的決定始於1941年，第一個正式的地鐵系統在1950年10月1日開幕，是以1933年建成的準地鐵南隧道線作為基礎，提升為地鐵標準，這條綫路從斯魯森站往南行至霍卡然根站，今日屬於綠線 (18號線)的一部分。隨後19號線於1951年開通，17號線則於1958年開通，3條路線都通過南隧道。同時綠線北段也在1952年之後陸續開通，1957年南北貫通運營。紅線與藍線則分別在1964和1975年開通。

## 线路
斯德哥爾摩地鐵的路線分為綠線（Gröna linjen）、紅線（Röda linjen）和藍線（Blå linjen）。其中包含7種營運模式，分別是綠線開行的T17、T18及T19三種區間車，紅線開行的T13及T14兩種區間車，和藍線開行的T10及T11兩種區間車。	

### 車站
現有總共100個車站正在使用。當中一個，修姆令聶建成後卻從來沒有用於營運，另一個則已經停用及拆毀。因為斯卡普納克站擴建的關係，巴格莫森站的地面站體已經被拆毀，並另建了一個地下站體。
斯德哥爾摩地鐵因為它的裝飾品而聞名於世，更有「世界最長的藝術館」之美譽。當中幾個車站（特別是在藍線）特意將基石露出，不加以修飾，以作為車站天然的裝潢。在里斯內站，則以一幅塗滿月台兩邊，有關地球文明歷史的壁畫作為車站裝飾。

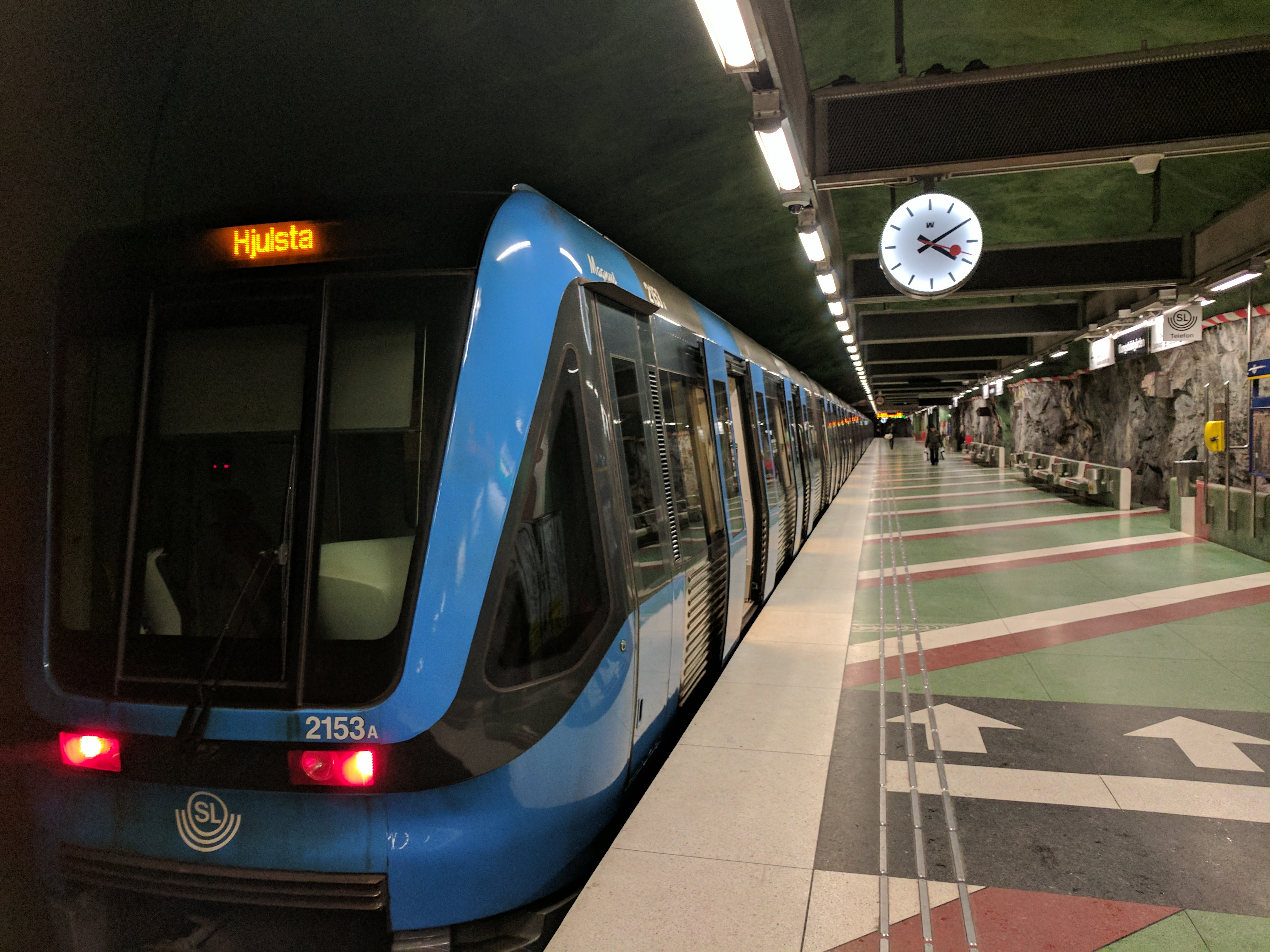
2017年斯德哥尔摩地铁

| 路線   | 路線   | 路線                      | 行程                      | 開通年分 | 車程     | 長度     | 車站 |
| ------ | ------ | ------------------------- | ------------------------- | -------- | -------- | -------- | ---- |
|        | 藍線   | T10                       | 國王花園站 – 休斯塔站     | 1975     | 23分鐘   | 15.1公里 | 14   |
| T11    | 藍線   | 國王花園站 – 阿卡拉站     | 1977                      | 22分鐘   | 15.6公里 | 12       |      |
|        | 紅線   | T13                       | 諾斯堡站 – 羅普斯騰站     | 1964     | 44分鐘   | 26.6公里 | 25   |
| T14    | 紅線   | 福然根站 – 墨比中心站     | 33分鐘                    | 1964     | 19.5公里 | 19       |      |
|        | 綠線   | T17                       | 奧基索夫站 – 斯卡普納克站 | 1958     | 43分鐘   | 19.6公里 | 24   |
| T18    | 綠線   | 阿維克站 – 法斯塔灘站     | 1950                      | 37分鐘   | 18.4公里 | 23       |      |
| T19    | 綠線   | 黑瑟碧灘站 – 哈格塞特拉站 | 1951                      | 55分鐘   | 28.6公里 | 35       |      |
| 總長度 | 總長度 | 總長度                    | 總長度                    | /        | /        | 108公里  | 100  |

## 技术

### 車輛

#### 舊型列車

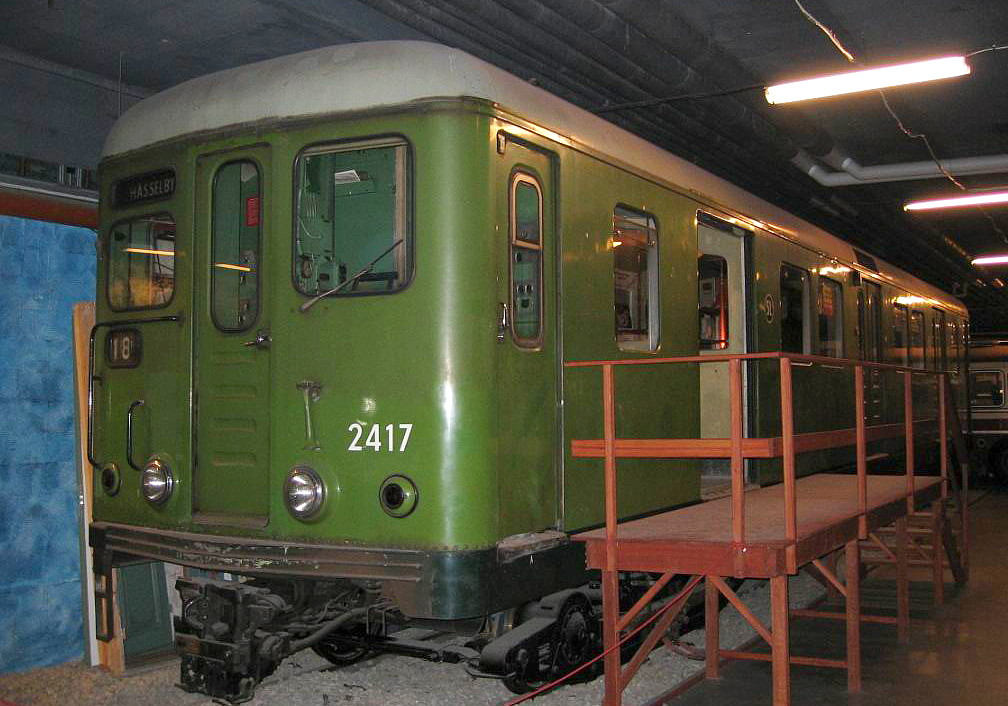
C2列車
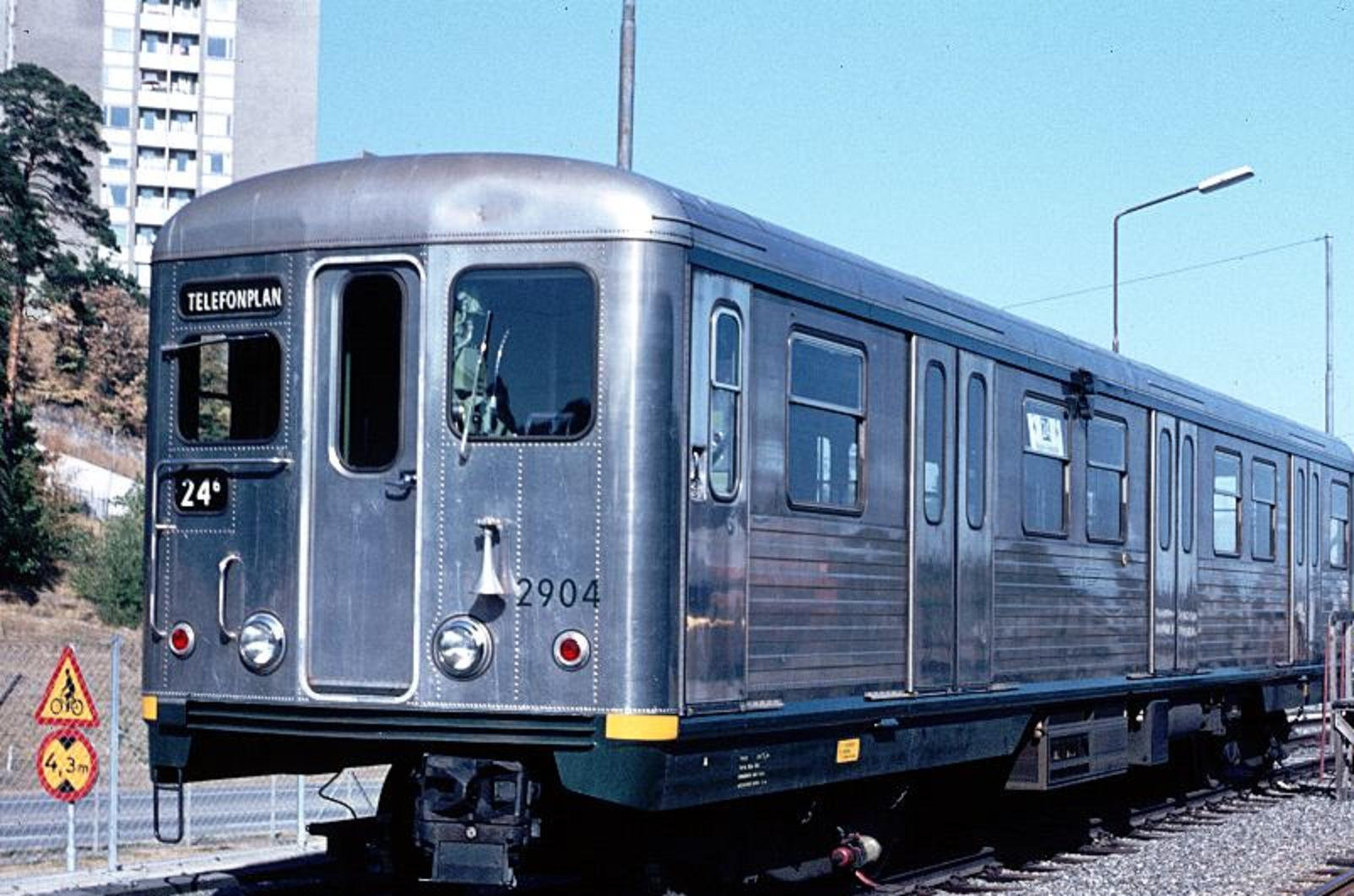
C5列車
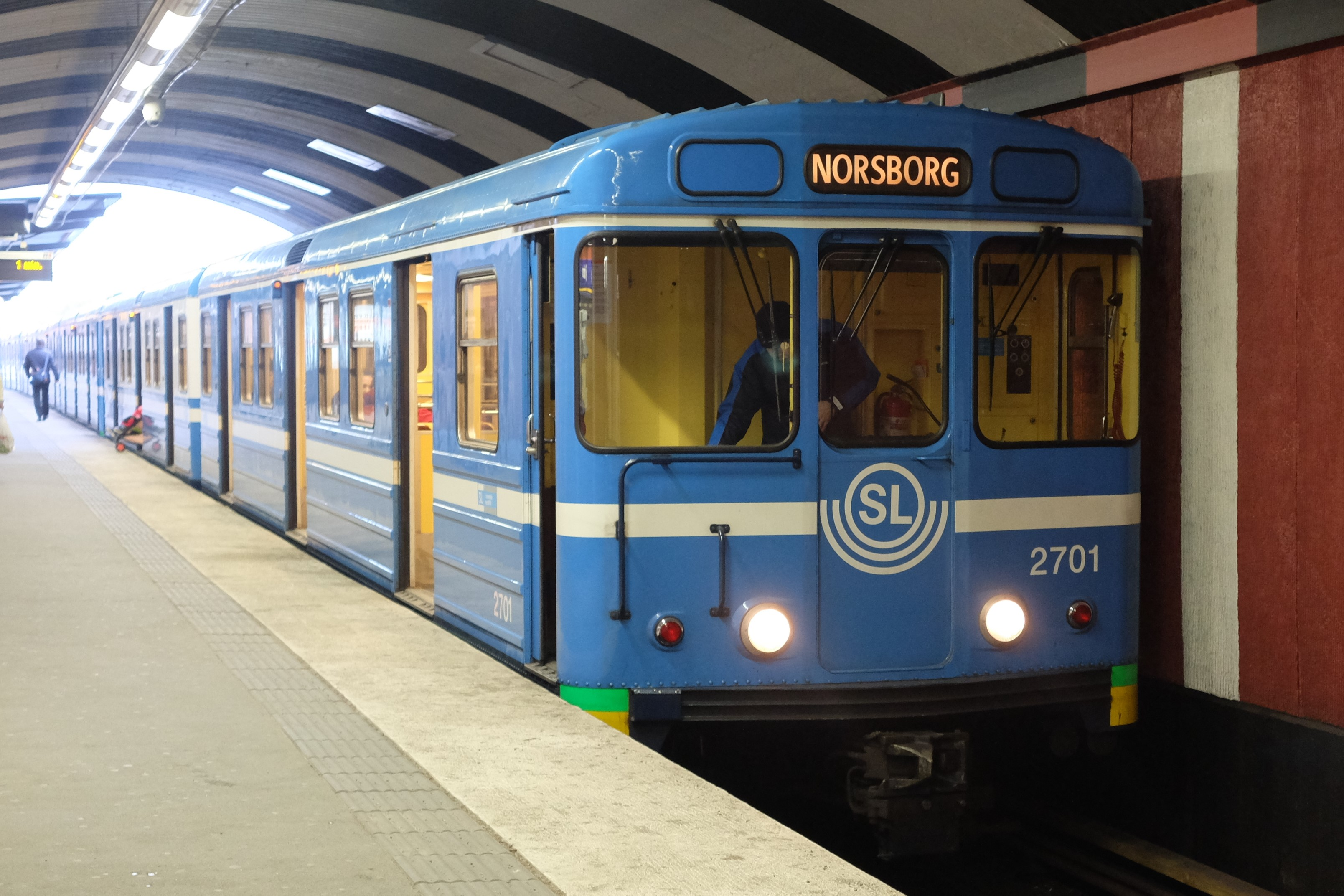
C6列車
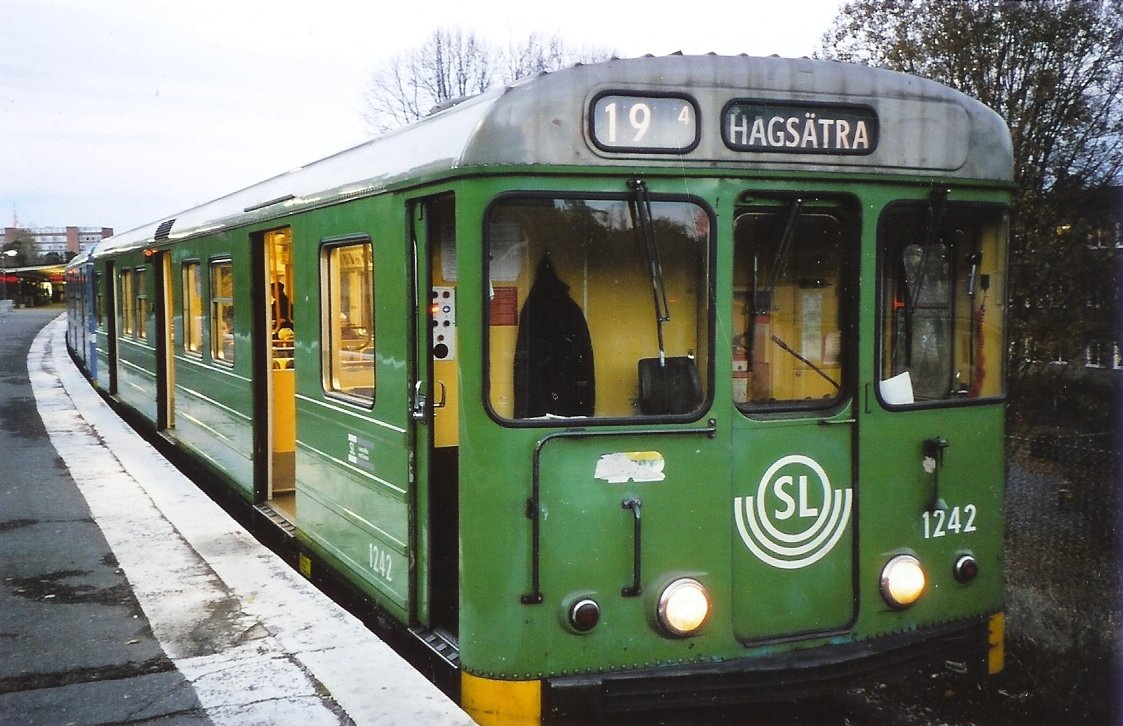
C13列車

斯德哥爾摩地鐵的列車最初是由兩個人操作的。司機只負責駕駛，車門由一名所謂的列車警衛負責。1965年引入了單人操作，這意味著司機既要操作車門，又要駕駛列車。自1980年以來，單人操作已應用於所有列車。在地鐵開通以前使用有軌電車運營，1950年綠線開通後投入C1~C3列車，1964年紅線開通投入C4、C5列車，1970年代增加C6型，1975年藍線開通投入C7~C9列車，C6也在藍線使用。
1970、80年代部分C1~C3列車翻新改造為C12、C13列車，並增加C14、C14z和C15列車。1990年代C6和C12~C15翻新為C6H和C12H~C15H。C1~C15各類型可以混編，又被統稱為Cx列車。從外觀上看，C1~C5型車和C6~C15型車有明顯的區別，C1~C5的擋風玻璃尺寸較小，而C6~C15的擋風玻璃較大。C1~C4的塗裝是綠色，C5是銀色，藍線開通後從C6開始使用藍色塗裝，除了C12、C13、部分C15列車為綠色塗裝。
Cx列車最高速80km/h，每節車廂載客量156人，8節編組載客量1248人。各型號中C1最早於1983年停用，之後各型號陸續退役，目前僅剩C6H、C14和C15作為補充列車使用，在週一至週六白天的紅線和周一至週五的藍線運行，Cx列車預計2024年以前由新型C30列車完全取代。一些C13列車被保留用於牽引吹雪車，但不提供客運。另外2輛C6動力車廂和4輛C8列車被改造為薩爾特舍巴登鐵路C16與C10/C11列車，至今仍在使用。

#### 新型列車

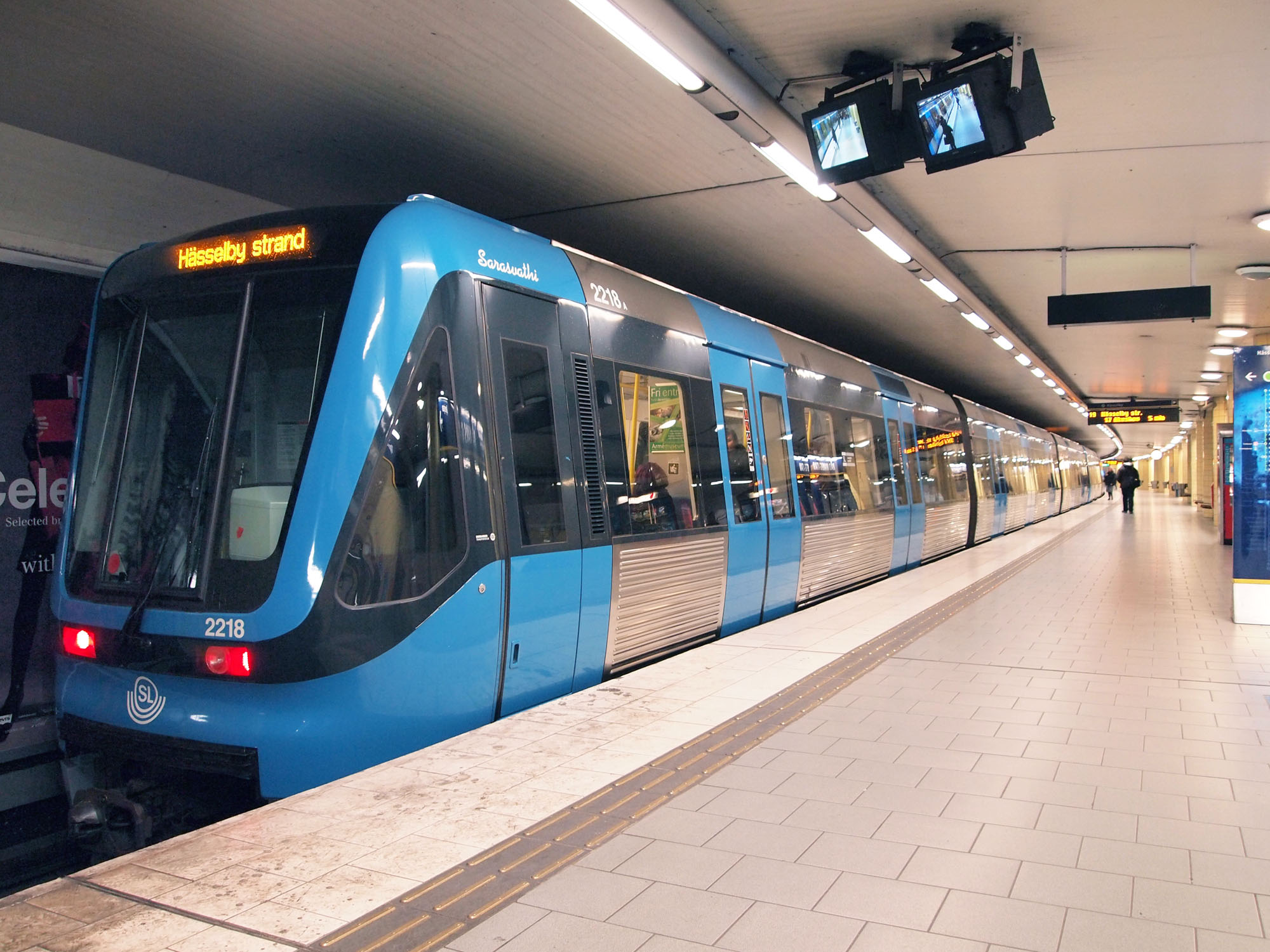
C20列車
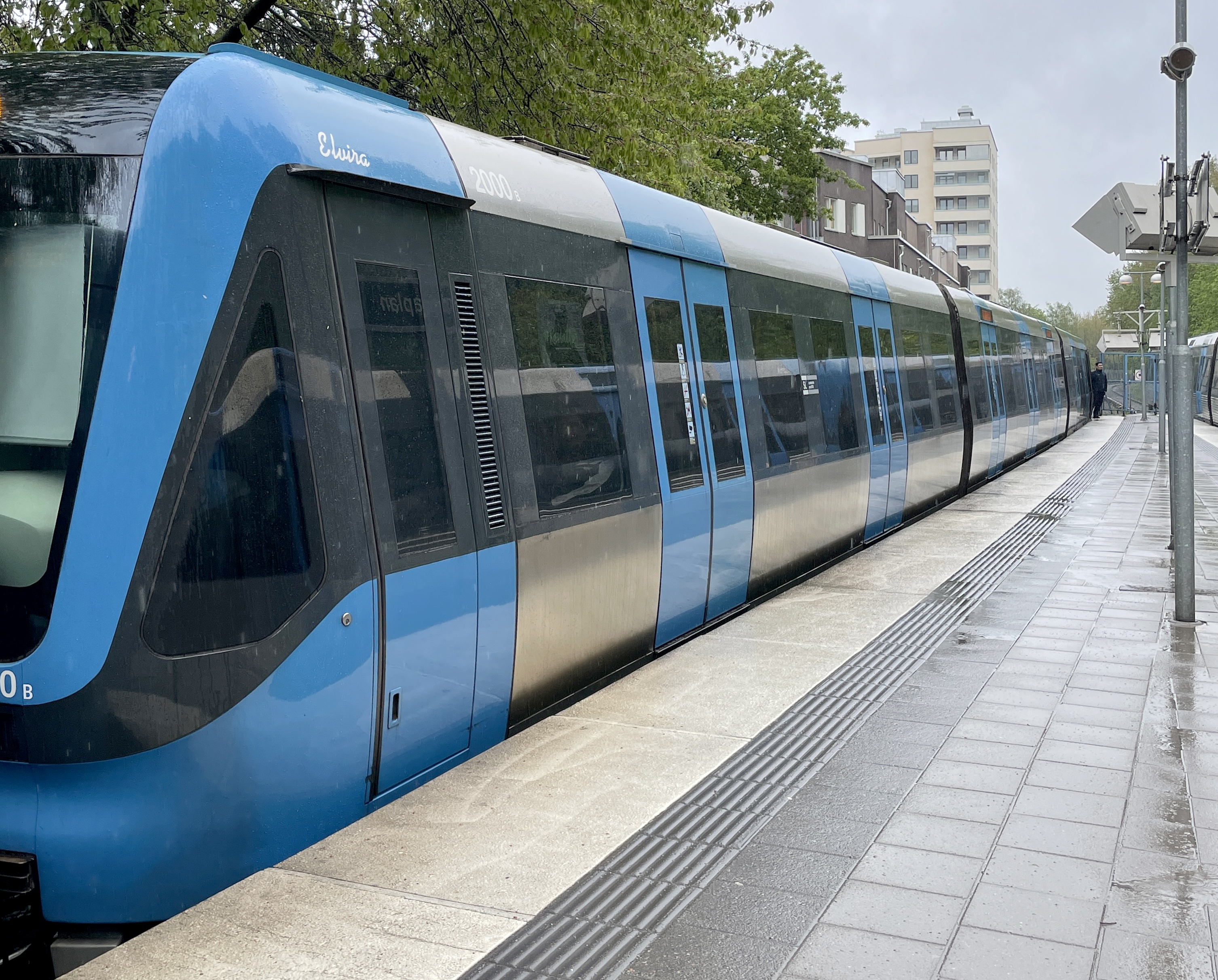
C20F單元
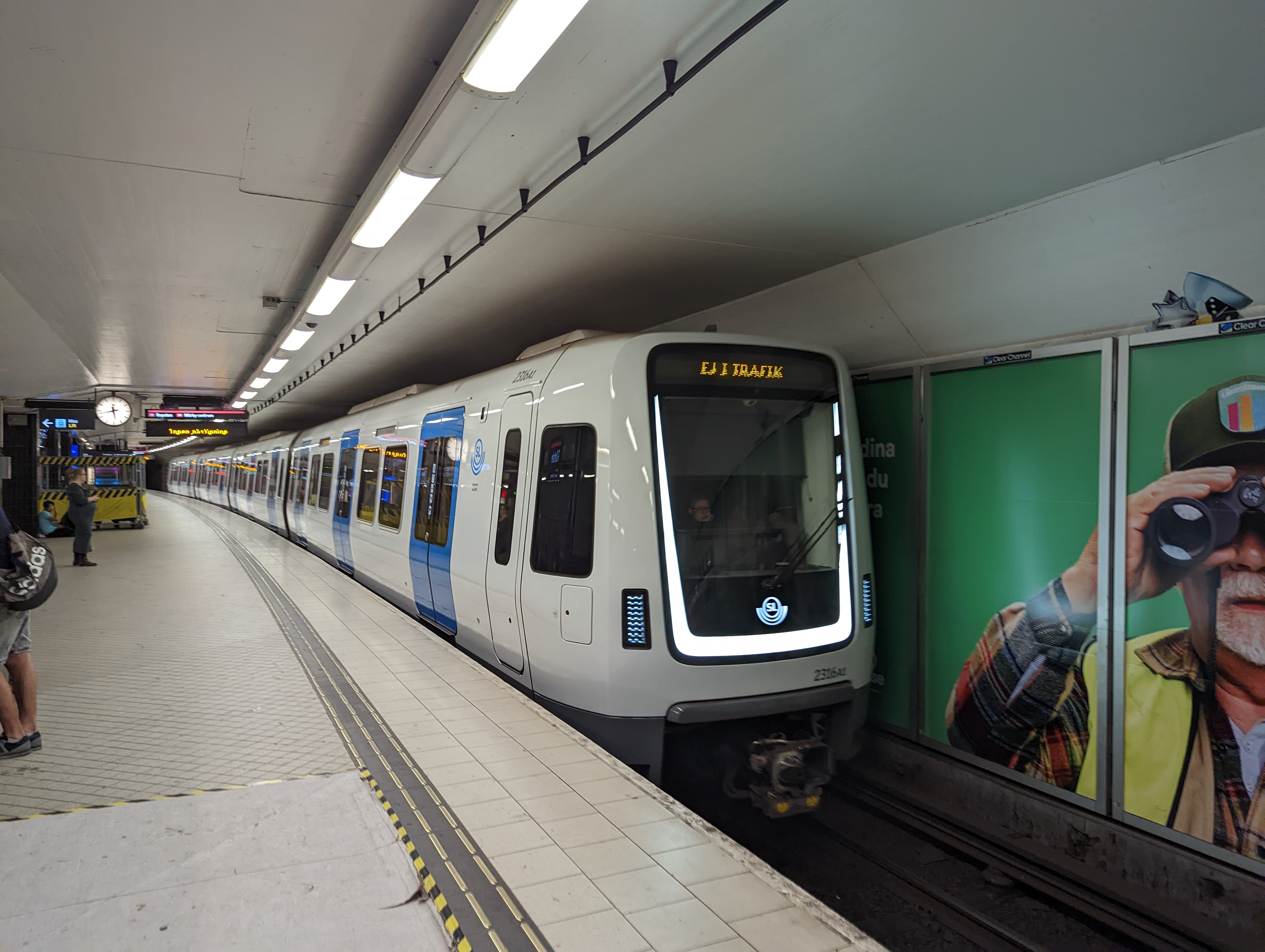
C30列車

1996年SL引入新型C20型列車，C20由ABB 戴姆勒-賓士運輸製造，屬於龐巴迪Movia系列列車，無法與Cx列車混編，C20三節車廂為一單元，車廂間連通，共生產271個單元，營運時三個單元重聯為9節編組使用，每個單元載客量414人，全列載客量1242人，設計最高速90km/h。目前C20列車正在翻新，預計2023年全部翻新，升級後的列車將在綠線和藍線使用，紅線將完全由更新的C30運營。另外編號2000的單元於2003年製造，使用复合材料，使列車更輕、內部更寬敞，載客量達到449人，被給予C20F的型號，與其他C20相比最大差異在於車身，C20F為光滑的，C20底部有波浪凸起，C20F只製造一組，目前與其型號混用。
2018年6月，首列C30型列車交付。C30由龐巴迪製造，屬於龐巴迪Movia系列列車，C20四節車廂為一單元，車廂間連通，SL共訂購96個單元，2個單元重聯為8節編組使用，可編為48列列車，每個單元載客量636人，8節編組載客量1272人，設計最高速度90km/h。SL於2013年5月授予龐巴迪C30列車訂單，2018年6月交付，2020年8月11日開始在紅線營運。C30將投入40列在紅線使用，另外8列在藍線使用，預計2024年完成交付，Cx列車將完全被取代，紅線的C20也將停用，改為在藍、綠線使用。

### 基礎設施
斯德哥爾摩地鐵紅、綠線使用650V直流電，藍線使用750V直流電；紅線和藍線的最高限速為80公里/小時，綠線的最高限速為70公里/小時，綠線限速較低的原因是由於轉彎半徑比其他線路小。

## 涂鸦
1980年代中期以来，斯德哥尔摩地铁饱受涂鸦的困扰，有的列车不得不在被涂鸦后的状态下持续运营数周，有的车站上的涂鸦几个月甚至几年都不能清除。但是现在，列车如果被涂鸦后会马上停止运行，车站的涂鸦也会在数日之内得以清除。年间耗费在清理这样涂鸦上的费用高达1亿瑞典克朗以上（2006年为1.15亿瑞典克朗）。

## 未來計畫
2013年11月SL公布斯德哥尔摩地铁擴張計劃包括：
- 藍線從國王花園站向南延伸，在瑟德马尔姆岛東部卡塔琳娜-索菲亞區設1站，之後分為兩條支線，一條前往纳卡市，另一條通往綠線古爾瑪廣場站（英语：Gullmarsplan metro station），並將19號線併入藍線，解決綠線南端多達3條分支造成班距過長的問題。工程於2020年初開工，預計2030年通車。[13]
- 藍線北端也預計從阿卡拉站向西延伸至斯德哥尔摩通勤铁路巴卡比站（瑞典语：Barkarby (pendeltågsstation)），預計2026年完工通車。[14]
- 新建地鐵黃線，從奧丁廣場站（瑞典语：Odenplan (tunnelbanestation)）向北，在藍線與紅線之間，設4站，終點站在索爾納市的阿雷納斯塔登，可以轉乘通勤鐵路和電車，[15][16]工程於2021年開工，預計2028年完工通車。[17]

2017年SL公布另一條新線，並沒有指定顏色，該路線從和平之家廣場站向南，到艾尔夫舍。目前尚在進行調查。

### 網站
1. ↑  . www.sparvagssallskapet.se.   [2022-08-10]. （原始内容存档于2022-07-05） （瑞典语）.
2. 1 2 3  .   [2022-08-10]. （原始内容存档于2022-03-08）.
3. ↑  . www.sparvagssallskapet.se.   [2022-08-10]. （原始内容存档于2020-10-27） （瑞典语）.
4. ↑  .   [2022-08-10]. （原始内容存档于2022-05-31） （瑞典语）.
5. ↑  . www.sparvagssallskapet.se.   [2022-08-10]. （原始内容存档于2016-03-20） （瑞典语）.
6. ↑  Lutteman, Markus. . Svenska Dagbladet. 2003-07-24  [2022-08-10]. ISSN 1101-2412. （原始内容存档于2022-08-10） （瑞典语）.
7. ↑  . Mynewsdesk. 2018-06-19  [2022-08-10]. （原始内容存档于2021-05-16） （瑞典语）.
8. ↑  . www.sparvagssallskapet.se.   [2022-08-10]. （原始内容存档于2016-03-11） （瑞典语）.
9. ↑  . DN.SE. 2020-08-12  [2022-08-10]. （原始内容存档于2022-04-22） （瑞典语）.
10. ↑  . www.mitti.se. 2019-10-23  [2022-08-10]. （原始内容存档于2022-03-25） （瑞典语）.
11. ↑   (PDF), AB Storstockholms Lokaltrafik: 29, （原始内容 (PDF)存档于2009-05-30）
12. ↑  .   [2022-08-10]. （原始内容存档于2017-04-07）.
13. ↑  . Nya tunnelbanan.   [2022-08-10]. （原始内容存档于2020-07-19） （瑞典语）.
14. ↑  . Nya tunnelbanan.   [2022-08-10]. （原始内容存档于2021-08-17） （瑞典语）.
15. ↑  . Nya tunnelbanan.   [2022-08-10]. （原始内容存档于2021-09-30） （瑞典语）.
16. ↑  . Nya tunnelbanan.   [2022-08-10]. （原始内容存档于2022-05-12） （瑞典语）.
17. ↑  . Nya tunnelbanan.   [2022-08-10]. （原始内容存档于2022-08-10） （瑞典语）.
18. ↑  . Nya tunnelbanan.   [2022-08-10]. （原始内容存档于2022-06-12） （瑞典语）.

### 其他
- (PDF). Storstockholms Lokaltrafik. 2006-05-18. （原始内容 (PDF)存档于2008-04-09）.
- (PDF). Storstockholms Lokaltrafik. 2007-06-21. （原始内容 (PDF)存档于2007-09-27）.
- . 臺北市政府捷運工程局. 2013-01-25  [2013-12-22]. （原始内容存档于2020-08-07）.